# Cercyon tolfino
Cercyon tolfino är en skalbaggsart som beskrevs av Hatch 1965. Cercyon tolfino ingår i släktet Cercyon och familjen palpbaggar. Inga underarter finns listade i Catalogue of Life.